# Delafield (Wisconsin)
Pour les articles homonymes, voir Delafield.
Delafield est une ville américaine située dans le comté de Waukesha, au Wisconsin. Selon le recensement de 2010, sa population est de 7 085 habitants.

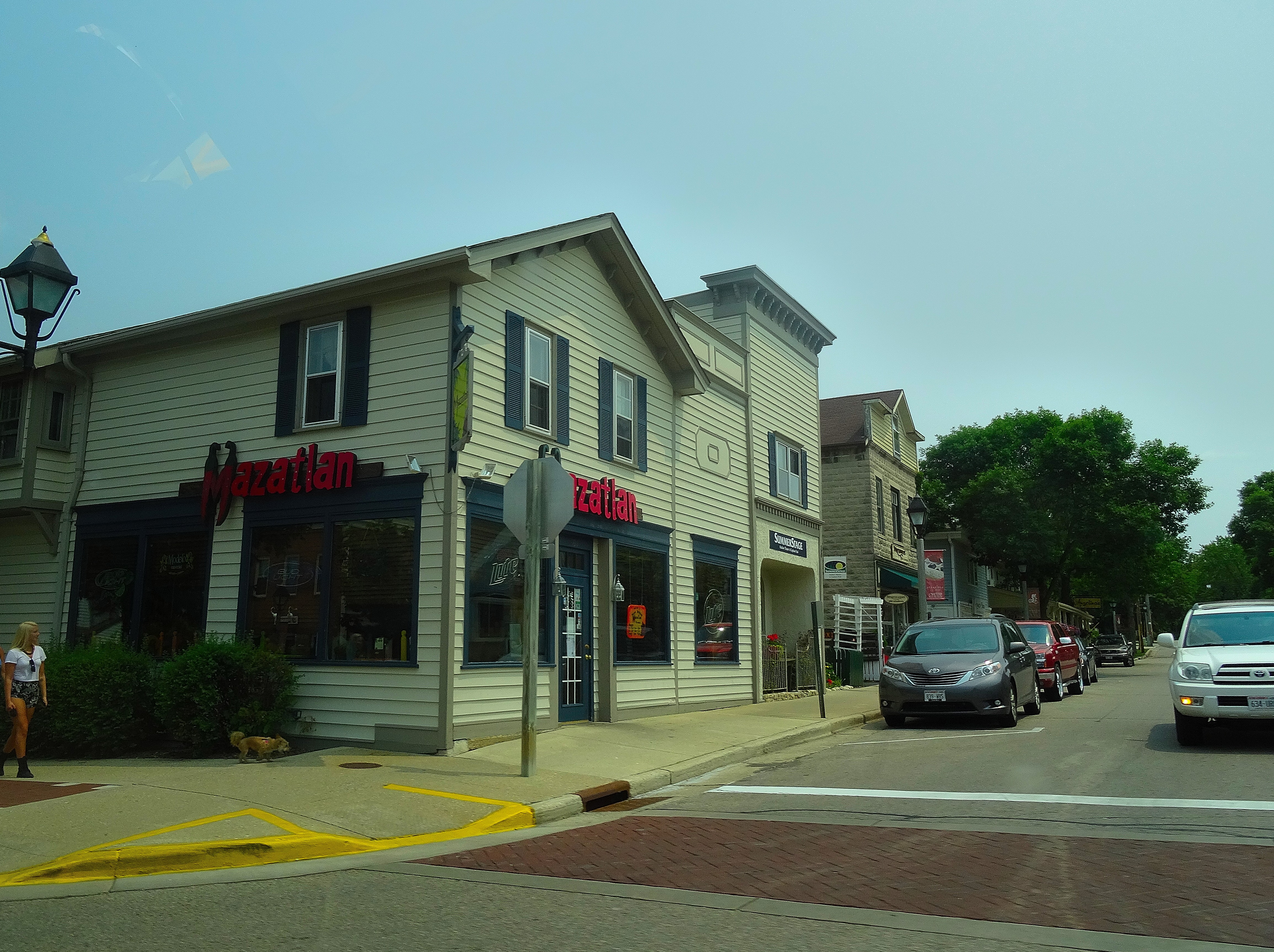
Centre-ville de Delafield